# Lige der hvor hjertet slår
"Lige der hvor hjertet slår" (tradução portuguesa: "Onde o coração bate") foi a canção que representou a televisão pública dinamarquesa (Dansk Radio) no Festival Eurovisão da Canção 1991. Foi cantada em dinamarquês por Anders Frandsen. Foi a 13.ª canção a ser interpretada na noite do evento, a seguir à canção portuguesa "Lusitana paixão", interpretada por Dulce Pontes e antes da canção norueguesa
"Mrs. Thompson, interpretada por Just 4 Fun. A canção dinamarquesa terminou em 19.º lugar, recebendo um total de 8 pontos.

## Autores
- letra e música Michael Elo
- Orquestração: Henrik Krogsgaard

## Letra
A canção é uma balada de amor, com Frandsen perguntando à sua amnte para "mostrar onde o coração bate".